# Loi et Évangile (Cranach, Gotha)
Ne doit pas être confondu avec la version de Prague
Loi et Évangile (ou Loi et Grâce ; en allemand : Gesetz und Gnade) est l'un des nombreux panneaux allégoriques peints par Lucas Cranach l'Ancien, datant d'environ 1529, dont les thèmes sont liés entre eux. Ces peintures, destinées à illustrer les idées luthériennes sur le salut, sont des exemples des Merkbilder (Images à mémoriser) luthériennes, qui étaient des illustrations simples et didactiques de la doctrine chrétienne.
Cranach s'est probablement inspiré de son ami de toujours, Martin Luther, pour concevoir ces panneaux, qui illustrent le concept protestant de la loi et de l'Évangile. Les formes les plus anciennes du tableau sont les panneaux de Gotha, en Allemagne, et la Galerie nationale de Prague ; le panneau de Gotha serait antérieur. Ces tableaux ont servi de base à de nombreuses œuvres similaires réalisées par Cranach et son atelier, son fils Lucas Cranach le Jeune, ainsi que par d'autres artistes sous diverses formes telles que la gravure, la sculpture en relief et l'ameublement. 

## Contexte théologique

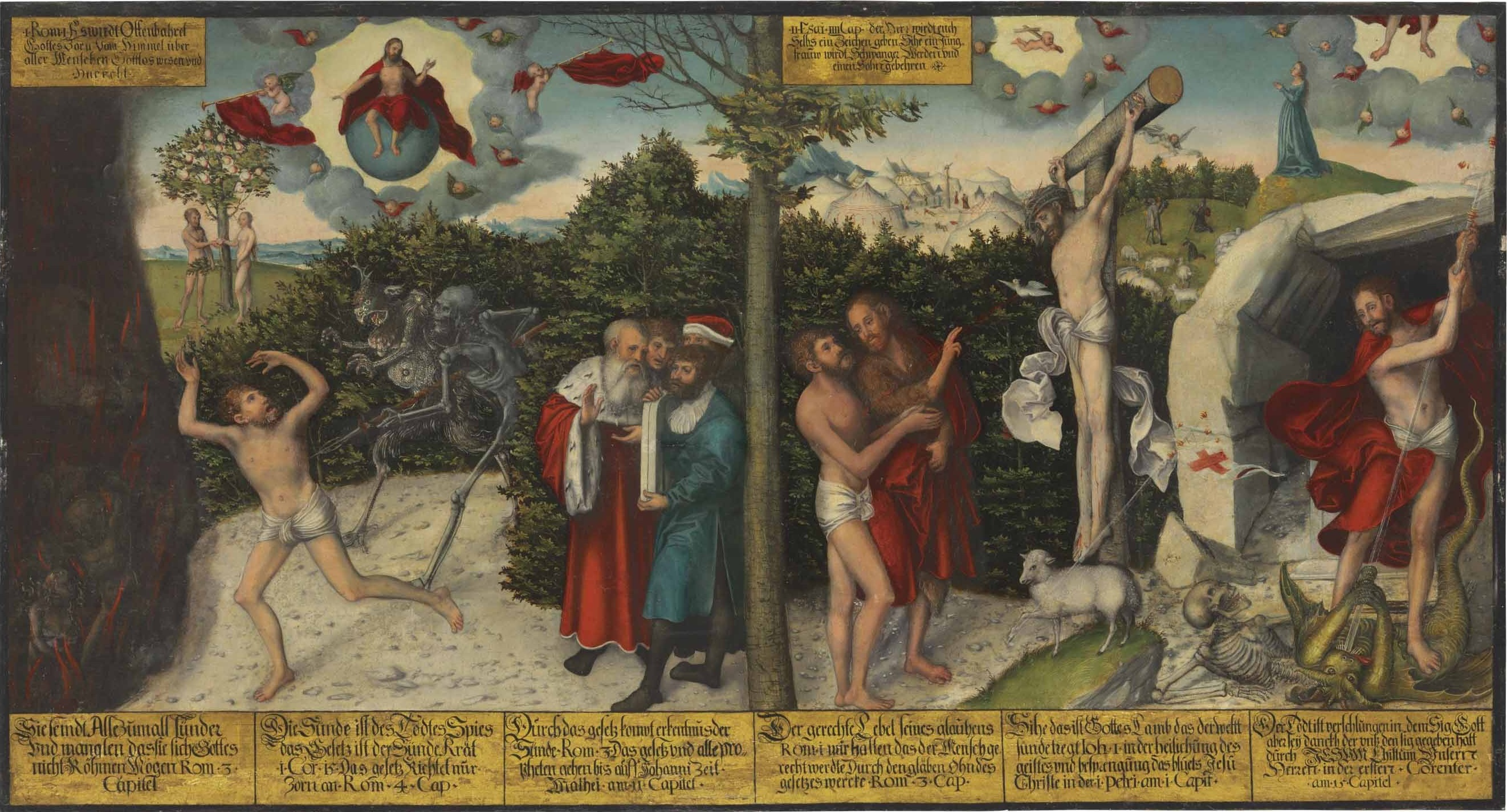
Une version ultérieure (1536) par Cranach et son fils. Huile, or et papier sur panneau, transféré sur panneau (coll. priv.).

Les ailes gauche et droite des tableaux illustrent le concept protestant de la Loi et l'Évangile, qui met l'accent sur le salut par le pardon des péchés à la lumière de la personne et de l'œuvre de Jésus-Christ. La « Loi », ou l'ancienne alliance, est symbolisée à gauche, et l'« Évangile » ou la « Grâce » à droite. Les panneaux illustrent l'idée luthérienne selon laquelle la Loi n'est pas suffisante pour le salut, mais que l'Évangile l'est. Comme l'écrivait Luther en 1522 :

« La Loi est la Parole dans laquelle Dieu enseigne et nous dit ce que nous devons faire et ne pas faire, comme dans les Dix Commandements. Or, là où la nature humaine est seule, sans la grâce de Dieu, la Loi ne peut être observée, car depuis la chute d'Adam au Paradis, l'homme est corrompu et n'a qu'un désir méchant de pécher [...]. L'autre Parole de Dieu n'est pas une Loi ou un commandement, et elle n'exige rien de nous ; mais après que la première Parole, celle de la Loi, a fait ce travail et qu'une misère et une pauvreté affligeantes ont été produites dans le cœur, Dieu vient et offre Sa belle Parole vivante, et promet, s'engage et s'oblige à donner la grâce et le secours, afin que nous puissions sortir de cette misère et que tous les péchés soient non seulement pardonnés mais aussi effacés [...]. Voyez, cette promesse divine de sa grâce et du pardon des péchés est proprement appelée Évangile. »

Les deux moitiés du panneau peuvent être considérées comme illustrant des théologies opposées. Donald Ehresmann a écrit en 1967 : « La voie du salut présentée sur le côté droit [...] est en contraste frappant avec la voie de la damnation sur le côté gauche ». Une approche plus nuancée demande au spectateur de trouver une relation dynamique entre la Loi et l'Évangile. L'historienne de l'art Bonnie Noble suggère que dans le luthéranisme, « la loi est aussi le moyen par lequel la nécessité de la grâce devient apparente [...]. Le tableau trace une frontière entre la dynamique de la loi et de l'Évangile (théologie luthérienne) d'une part, et la loi seule (catholicisme ou judaïsme) d'autre part ».

## Description

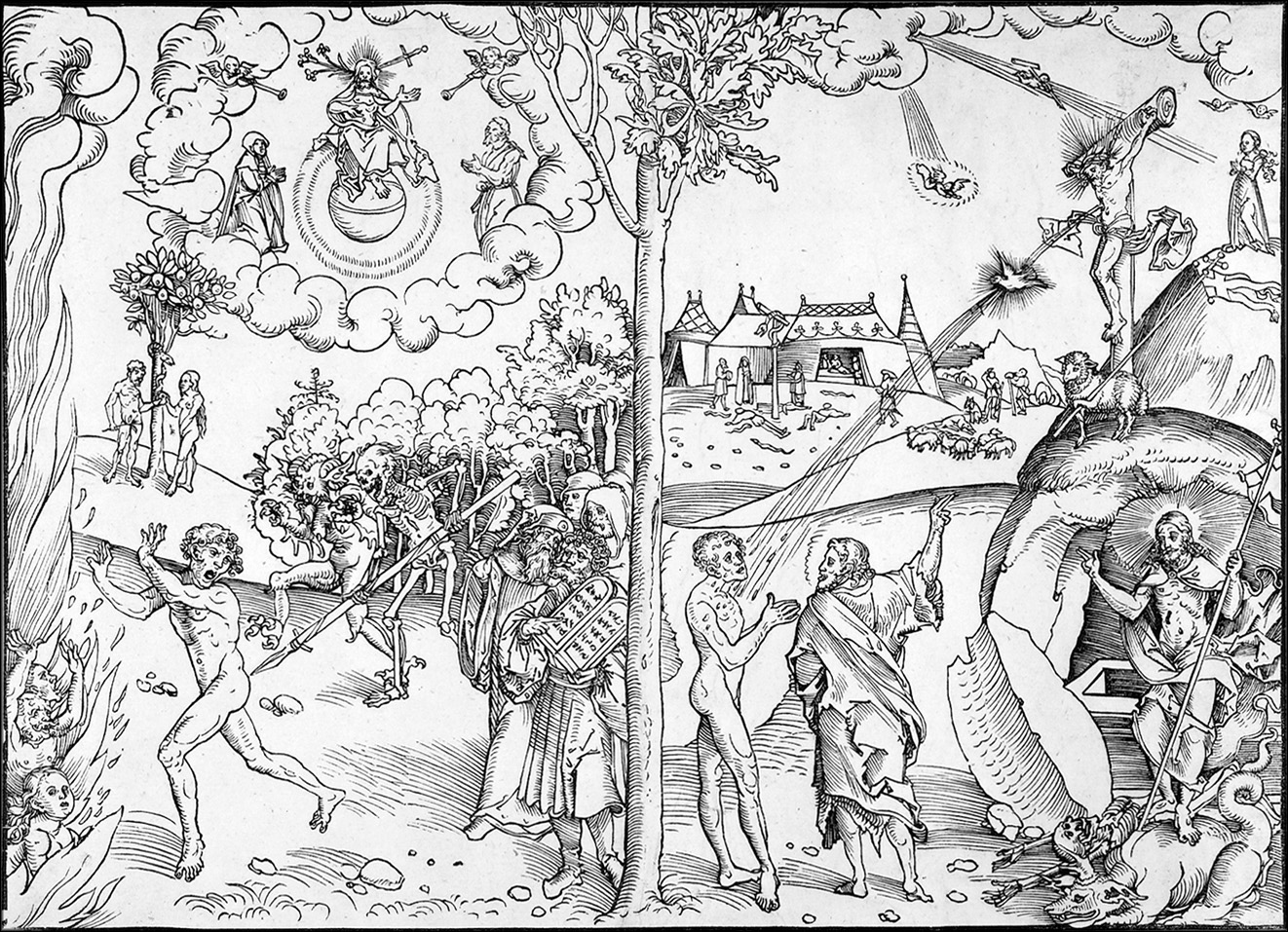
Loi et Grâce, gravure sur bois (c. 1530).

La composition est divisée en deux parties par la moitié : un arbre divise les deux moitiés du panneau, représenté mourant du côté gauche mais vivant du côté droit. Sur la gauche, le côté « Loi » du tableau de Gotha, un homme nu est tourmenté par un démon et un squelette (la Mort) qui le poussent vers l'enfer. D'autres motifs sur la gauche incluent le Christ en gloire, la chute de l'homme, le serpent d'airain et Moïse avec ses tablettes. Sur la droite, côté « Évangile », un homme interagit avec Jean le Baptiste, qui montre Jésus du doigt comme s'il voulait dire : « Il est mort pour vous ». Il est debout devant le Christ en croix et le Christ ressuscité, dont le sang coule sur l'homme, par l'intermédiaire de la Sainte Colombe (le Saint-Esprit), faisant du sang du Christ « les eaux salvatrices du baptême ». L'Agnus Dei est debout sur les démons piétinés de la moitié gauche. Le bas du tableau de Gotha comporte six colonnes d'écritures du Nouveau Testament en allemand, probablement choisies par Philippe Melanchthon.
La version de Prague unifie les deux moitiés en représentant un homme assis devant l'arbre, flanqué d'un prophète à gauche et de Jean le Baptiste à droite, tous deux pointant vers le Christ. Les deux panneaux peuvent être lus de manière quelque peu différente : il est plus facile pour le spectateur de s'identifier à l'homme lorsqu'il est le sujet central. Sur le plan temporel, le panneau de Gotha montre deux hommes confrontés simultanément aux conséquences d'actions passées, tandis que l'homme du panneau de Prague a clairement un choix à faire. Alors que le bas de son corps « basique » pointe du côté de la « Loi », sa tête et son torse se tournent de manière affirmative vers Jean et la moitié « Évangile ». Le tableau comprend de nombreux symboles identiques à ceux du panneau de Gotha, tels que le serpent d'airain, Moïse (en haut à gauche), la chute et le Christ crucifié et ressuscité. La Vierge se trouve maintenant sur une colline à droite. À l'origine, ce panneau contenait des textes indiquant les motifs, mais ils ont été perdus lors du nettoyage. La composition de Prague a été privilégiée pour de nombreuses œuvres dérivées réalisées par Hans Holbein le Jeune, Erhard Altdorfer, le graveur Geoffroy Tory et d'autres.
Cranach a déplacé le motif du serpent d'airain du côté gauche dans les deux panneaux originaux vers le côté droit dans les versions ultérieures, comme la gravure sur bois. Il s'agit d'une histoire de l'Ancien Testament dans laquelle Dieu punit les Israélites fuyant l'Égypte en leur infligeant des serpents ; il leur suffit de regarder le serpent placé sur une croix par Moïse pour être sauvés. Luther considérait cette histoire comme un exemple de foi et une illustration de l'Évangile. Le mélange des préoccupations de l'Ancien et du Nouveau Testament dans les deux moitiés des panneaux illustre le fait que l'Évangile ne se trouve pas seulement dans le Nouveau Testament.

## Analyse

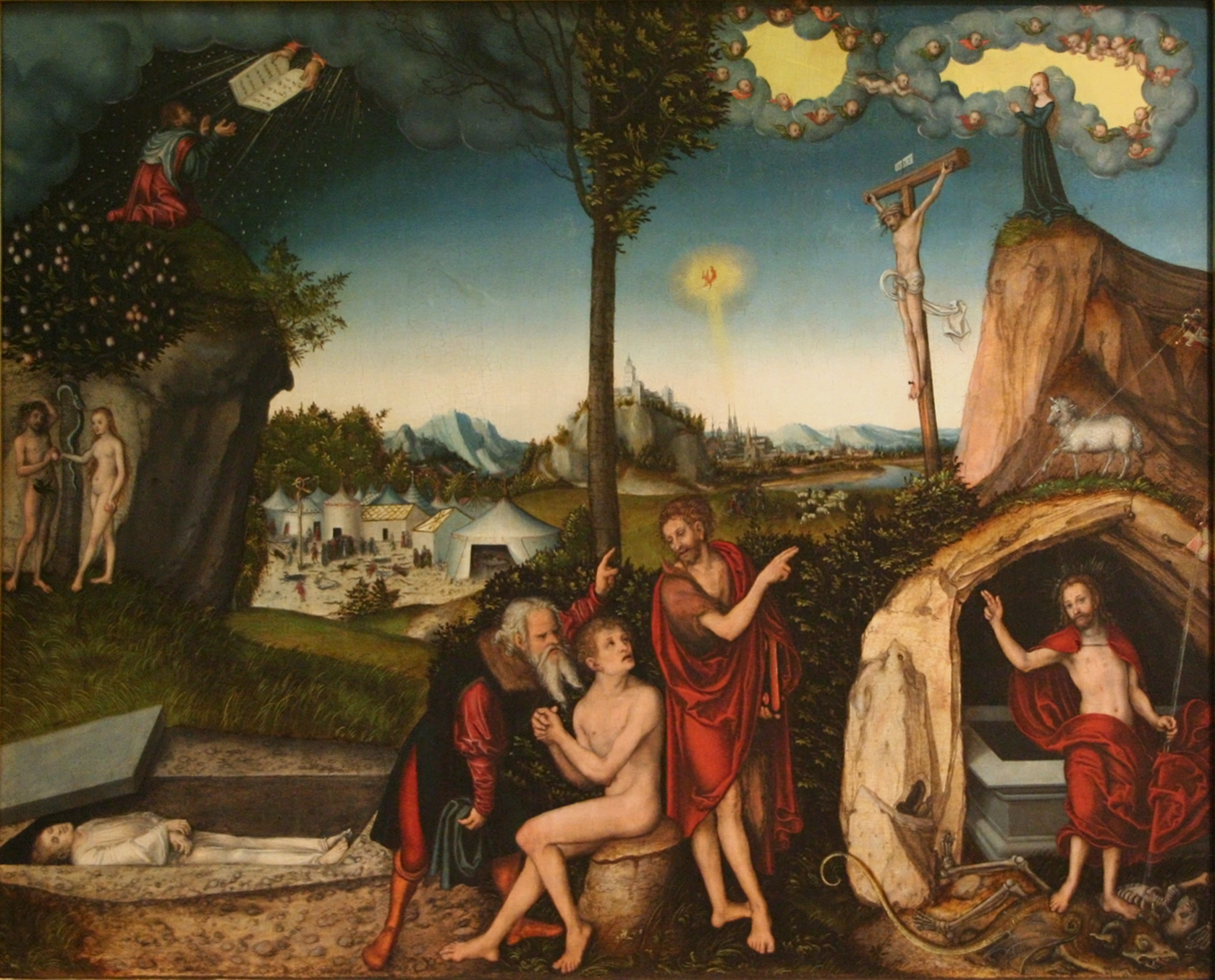
Loi et Évangile, tempera sur panneau (Galerie nationale de Prague, 1529).

Pour Luther et Cranach, les œuvres d'art telles que Loi et Évangile étaient destinées à faire comprendre les Écritures et la pensée luthérienne, et les images étaient jugées acceptables tant qu'elles étaient subordonnées au texte écrit. Le rôle de ces Merkbilder (Images à mémoriser) de la Réforme protestante contrastait avec celui de l'art religieux d'autres régions d'Europe, comme la peinture des Primitifs flamands et de la Renaissance italienne. Selon Noble :

« L'art antérieur provenait de sources non scripturaires et remplissait des fonctions nébuleuses, comme celle d'inspirer des méditations pieuses ou même des visions privées. Les images d'avant la Réforme pouvaient conférer des mérites à celui qui les regardait et devenaient souvent elles-mêmes des objets de vénération. Les origines et les fonctions variées de l'art avant la Réforme offraient une liberté d'interprétation considérable au spectateur, une liberté que les vues luthériennes sur les images se sont efforcées de restreindre avec véhémence. »

L'art sacré luthérien a acquis une nouvelle fonction, en plus d'exciter l'esprit à des pensées divines, en servant également un but didactique. Loi et Évangile « consacre l'autorité spécifique de la parole de la Bible en incluant des passages bibliques comme parties proéminentes de la composition ». Ainsi, le format didactique du tableau cherche à définir et à limiter la réponse du spectateur, ce qui le rend propice à une critique de l'histoire de l'art moins friande de ces valeurs morales ou instructives. Dans un résumé, l'œuvre de Cranach est décrite comme une « fantaisie superficielle » qui ne parvient pas à élever « le monde de la pensée religieuse des réformateurs [...] à une hauteur artistique » ; c'est une « allégorie protestante surchargée de pensées » et « alourdie par un contenu propagandiste sec et didactique ».
Le tableau a également été analysé en termes de typologie, où l'on recherche des correspondances entre l'Ancien et le Nouveau Testament. Dans ce cas, la moitié « Loi » est considérée comme illustrant l'Ancien Testament, et la moitié « Évangile » le Nouveau Testament. Par exemple, au « type » de Moïse plaçant un serpent sur une croix répond l'« antitype » de la crucifixion. L'analyse est compliquée par l'apparition du Christ en gloire, issu du Nouveau Testament, sur le côté « Loi », et par le motif du Serpent d'airain de l'Ancien Testament sur le côté « Évangile » dans les versions ultérieures du panneau.